# Josef Schneider von Manns-Au
Josef Maria Ferdinand Karl Schneider Edler von Manns-Au (Graz, 2. veljače 1865. – Graz, 3. veljače 1945.) je bio austrougarski general i vojni zapovjednik. Tijekom Prvog svjetskog rata zapovijedao je 24. i 28. pješačkom divizijom, te IX. korpusom na Istočnom i Talijanskom bojištu. 

## Vojna karijera
Josef Schneider je rođen 2. veljače 1865. u Grazu. Školujući se tijekom vojne karijere pohađao je vojnu školu u Günsu, te vojnu školu u Mährisch-Weisskirchenu. Od 1882. pohađa Terezijansku vojnu akademiju u Bečkom Novom Mjestu, nakon čega od 1885. s činom poručnika služi u 49. pješačkoj pukovniji. Od 1888. pohađa Vojnu akademiju u Beču, nakon čega služi u stožeru 16. pješačke divizije smještene u Hermannstadtu. Od 1899. služi kao zapovjednik satnije u 31. pješačkoj pukovniji, da bi od iduće 1900. godine bio predavač na Vojnoj akademiji u Beču. Čin satnika dostigao je 1893., bojnikom je postao 1900., dok je 1907. unaprijeđen u pukovnika. Godine 1905. postaje zapovjednikom 4. bojne u Tirolskoj carskoj pukovniji, da bi iduće 1906. godine bio imenovan načelnikom stožera XIV. korpusa smještenog u Innsbrucku kojim je tada zapovijedao nadvojvoda Eugen. Od 1907. zapovijeda 102. pješačkom pukovnijom, dok je 1912. unaprijeđen u čin general bojnika kada postaje zapovjednikom 5. pješačke brigade na kojem mjestu dočekuje i početak Prvog svjetskog rata.

## Prvi svjetski rat
Na početku Prvog svjetskog rata 5. pješačka brigada nalazila se u sastavu 3. armije kojom je na Istočnom bojištu zapovijedao Rudolf von Brudermann. Zapovijedajući 5. pješačkom brigadom sudjeluje u Galicijskoj bitci. U siječnju 1915. postaje zapovjednikom 24. pješačke divizije kojom zapovijeda idućih šest mjeseci i s kojom sudjeluje u ofenzivi Gorlice-Tarnow, nakon čega je u rujnu promaknut u čin podmaršala.
U listopadu 1915. dobiva zapovjedništvo nad 28. pješačkom divizijom. S navedenom divizijom koja se nalazila na Talijanskom bojištu sudjeluje u Bitkama na Soči, te Tirolskoj ofenzivi. Nakon sudjelovanja u proboju kod Kobarida, u studenom 1917. postaje načelnikom stožera XIX. korpusa. Navedenu dužnost obnaša do rujna 1918. kada postaje zapovjednikom ponovno formiranog IX. korpusa s kojim je upućen na Zapadno bojište. U borbama na Zapadnom bojištu međutim, nije sudjelovao je rat u međuvremenu završio. 

## Poslije rata
Nakon okončanja rata Schnedier je s 1. siječnjem 1919. umirovljen. U listopadu 1940. dobio je počasni čin generala pješaštva. Preminuo je 3. veljače 1945. u 80. godini života u Grazu.

## Vanjske poveznice
(eng.) Josef Schneider von Manns-Au na stranici Oocities.org

(njem.) Josef Schneider von Manns-Au na stranici Biographien.ac.at